# Ghindăoani
Ghindăoani je rumunská obec v župě Neamț. Žije zde přibližně 1 600 obyvatel.